# Campeonato Sub-20 de la OFC 1997
El Campeonato Sub-20 de la OFC 1997 se jugó en Polinesia Francesa del 4 al 10 de enero y contó con la participación de 4 selecciones juveniles de Oceanía.
Australia venció en la final a Nueva Zelanda para ganar el título por octava ocasión.

## Participantes
| - Australia - Fiyi | - Nueva Zelanda - Tahití (anfitrión) |

## Fase de grupos
| País          | J | G | E | P | GF | GC | GD  | Pts |
| ------------- | - | - | - | - | -- | -- | --- | --- |
| Australia     | 3 | 3 | 0 | 0 | 23 | 0  | +23 | 9   |
| Nueva Zelanda | 3 | 2 | 0 | 1 | 8  | 4  | +4  | 6   |
| Fiyi          | 3 | 1 | 0 | 2 | 5  | 15 | –10 | 3   |
| Tahití        | 3 | 0 | 0 | 3 | 2  | 19 | –17 | 0   |

| 4 de enero | Australia     | 10–0 | Fiyi          |
|            | Tahití        | 0–5  | Nueva Zelanda |
| 6 de enero | Australia     | 3–0  | Nueva Zelanda |
|            | Fiyi          | 4-2  | Tahití        |
| 8 de enero | Nueva Zelanda | 3–1  | Fiyi          |
|            | Tahití        | 0–10 | Australia     |

## Fase final

### Tercer lugar
| Equipo 1 | Resultado   | Equipo 2 |
| -------- | ----------- | -------- |
| Fiyi     | 1-1 (5-4 p) | Tahití   |

### Final
| Equipo 1      | Resultado | Equipo 2  |
| ------------- | --------- | --------- |
| Nueva Zelanda | 1-2       | Australia |

## Campeón
| Campeonato Sub-20 de la OFC 1997 |
| -------------------------------- |
| Bandera de Australia             |
| Australia 8º Título              |

## Clasificados al Mundial Sub-20
Australia